# Париж, Техас
 «Париж, Техас» (англ. Paris, Texas) — фільм-драма 1984 року, поставлений режисером Вімом Вендерсом. Назва фільму походить від невеликого техаського міста, що називається так само, як і столиця Франції. Фільм здобув Золоту пальмову гілку 37-го Каннського кінофестивалю, Приз ФІПРЕССІ та Приз екуменічного журі . Станом на 6 липня 2020 року фільм займав 244-у позицію у списку 250 найкращих фільмів за версією IMDb.

## Сюжет
Тревіса Гендерсона (Гаррі Дін Стентон) знаходять в одному з салунів Південного Техасу, куди він прийшов після довгого переходу по пустелі в пошуках води і знепритомнів. Місцевий лікар Алмер (Бернгард Віккі) надав йому медичну допомогу, але не зміг добитися від свого пацієнта жодного слова. Він з'ясовує, що Тревіс пропав чотири роки тому, і відтоді його рідні нічого про нього не чули. За візитною карткою, знайденою у кишені мандрівника, лікар знаходить брата Тревіса — Волта (Дін Стоквелл), що живе в Лос-Анджелесі, і той забирає його додому. Усі ці роки Волт з дружиною Енн (Аврора Клеман) ростили сина Тревіса — Гантера (Гантер Карсон), полюбили хлопчика і виховували його як рідного. До повернення в рідне місто Тревіса дуже довго мучили розкаяння совісті, і тепер він всіляко намагається налагодити стосунки зі своїм сином. Крім того, він зрозумів, що просто жити не може без коханої жінки Джейн (Настасія Кінські), яка залишила їх багато років тому. Разом із сином Тревіс вирішує вирушити на пошуки дружини, щоб відновити щасливу сім'ю. Їм належить пройти довгий шлях, познайомитися з новими людьми і багато подорожувати Америкою під музику знаменитого блюзмена Рая Кудера. Вони знаходять Джейн в низькопробному закладі в Гаустоні. Після довгої сповіді вона погоджується взяти дитину до себе, а його батько знову йде назустріч самотності.

## У ролях
| Актор             | Роль             |
| ----------------- | ---------------- |
| Гаррі Дін Стентон | Тревіс Гендерсон |
| Дін Стоквелл      | Волт Гендерсон   |
| Настасія Кінські  | Джейн Гендерсон  |
| Гантер Карсон     | Гантер Гендерсон |
| Аврора Клеман     | Енн Гендерсон    |
| Бернгард Віккі    | лікар Улмер      |
| Саллі Норвелл     | сестра Бібс      |
| Джон Лурі         | Слейтер          |

## Знімальна група
- Автори сценарію — Сем Шепард, Л. М. Кет Карсон
- Режисер-постановник — Вім Вендерс
- Продюсери — Анатоль Доман, Дон Гест
- Асоційований продюсер — Паскаль Доман
- Виконавчий продюсер — Кріс Сіверніч
- Композитор — Рай Кудер
- Оператор — Роббі Мюллер
- Монтаж — Петер Пшигодда
- Підбір акторів — Гері Чейсон
- Художник по костюмах — Біргітта Бйорке
- Артдиректор — Кейт Олтмен

## Робота над фільмом
Оглянувши весь південний кордон Техасу, члени знімальної групи вирішили знімати початкові сцени в районі національного парку «Біг-Бенд». Проте режисер В. Вендерс більше уподобав забутий усіма куточок Техасу під назвою «Цвинтар диявола»: «велетенський, безпредметний пейзаж, як уві сні». Режисер прагнув показати глядачам американські міста різного калібру, від крихітних містечок з кількома мешканцями до грандіозних мегаполісів. Він мав намір знімати по всій Америці, аж до Аляски, поки сценарист Сем Шепард не переконав його, що будь-які грані Америки цілком можливо знайти в одному штаті — Техасі.

## Успіх
Після перемоги на Каннському кінофестивалі фільм мав такий приголомшливий успіх у європейської публіки, що на його честь взяли назву дві шотландські рок-групи, Texas і Travis, тоді як ірландську рок-групу U2 фільм Вендерса надихав при роботі над альбомом The Joshua Tree. У Сполучених Штатах до фільму Вендерса поставилися прохолодніше, сприйнявши його як черговий погляд на національну проблематику очима чужинця-європейця. Своїм улюбленим фільмом називав «Париж, Техас» Курт Кобейн.

## Критика
У рецензіях зверталася увага на незвичайний синтез європейської художньої сприйнятливості з традиційними американськими пейзажами і мотивами:
- Роджер Еберт (Chicago Sun-Times): «Це фільм не про зникнення людей, а про зникнення почуттів. Люди показані загубленими на тлі знеособлених громад сучасної архітектури, міста здаються такими ж пустельними, як і сама пустеля в першій сцені. І в той же час, тут немає трафаретних нападок на американську відчуженість. Творці фільму заворожені Америкою, нашою музикою, розмірами наших міст, країною такого розміру, в якій легко загубитися»[5].
- Нік Роддік (Criterion Collection): «Що надає цій буденній, на перший погляд, сімейній мелодрамі епічний замах, так це уміле використання пейзажних фонів (безлюдний південний Захід, бетонні каньйони Г'юстона), вражаюче почуття кольору у оператора Роббі Мюллера й тужливі звуки слайд-гітари Рая Кудера»[7].

На погляд кінознавців фільмом «Париж, Техас» Вім Вендерс підтвердив репутацію спадкоємця традицій Антоніоні і поета «відстаней, що розділяють людей і вимовлювані ними слова».
Роджер Еберт особливо похвалив початок фільму за те, що на відміну від переважної більшості сучасної кінопродукції за першими сценами неможливо передбачити подальший розвиток оповіді. «Початок фільму такий красивий і лаконічний, що коли ближче до останньої чверті фільму починає вимовлятися багато слів, а означають вони все менше, виникає спокуса наказати персонажам заткнутися», — розвинув ту ж думку Вінсент Кенбі з The New York Times.

## Нагороди та номінації
| Нагороди та номінації фільму «Париж, Техас» | Нагороди та номінації фільму «Париж, Техас» | Нагороди та номінації фільму «Париж, Техас»       | Нагороди та номінації фільму «Париж, Техас» | Нагороди та номінації фільму «Париж, Техас» | Нагороди та номінації фільму «Париж, Техас» |
| Рік                                         | Кінофестиваль/кінопремія                    | Категорія/нагорода                                | Номінант                                    | Результат                                   |                                             |
| ------------------------------------------- | ------------------------------------------- | ------------------------------------------------- | ------------------------------------------- | ------------------------------------------- | ------------------------------------------- |
| 1984                                        | Каннський міжнародний кінофестиваль         | Золота пальмова гілка                             | Париж, Техас                                | Перемога                                    |                                             |
| 1984                                        | Каннський міжнародний кінофестиваль         | Приз ФІПРЕССІ                                     | Париж, Техас                                | Перемога                                    |                                             |
| 1984                                        | Каннський міжнародний кінофестиваль         | Приз екуменічного журі                            | Париж, Техас                                | Перемога                                    |                                             |
| 1984                                        | Асоціація кінокритиків Лос-Анджелеса        | Найкращий оператор                                | Роббі Мюллер                                | 2-е місце                                   |                                             |
| 1984                                        | Національна рада кінокритиків США           | ТОП-10 фільмів                                    | Париж, Техас                                | Перемога                                    |                                             |
| 1985                                        | Золотий глобус                              | Найкращий іноземний фільм                         | Париж, Техас                                | Номінація                                   |                                             |
| 1985                                        | Премія BAFTA                                | Найкращий фільм                                   | Париж, Техас                                | Номінація                                   |                                             |
| 1985                                        | Премія BAFTA                                | Найкращий режисер                                 | Вім Вендерс                                 | Перемога                                    |                                             |
| 1985                                        | Премія BAFTA                                | Найкращий сценарій — Адаптація                    | Сем Шепард                                  | Номінація                                   |                                             |
| 1985                                        | Премія BAFTA                                | Найкраща музика до фільму                         | Рай Кудер                                   | Номінація                                   |                                             |
| 1985                                        | Баварська кінопремія                        | Найкращий оператор                                | Роббі Мюллер                                | Перемога                                    |                                             |
| 1985                                        | Премія «Сезар»                              | Найкращий фільм іноземною мовою                   | Париж, Техас                                | Номінація                                   |                                             |
| 1985                                        | Премія «Боділ»                              | Найкращий європейський фільм                      | Париж, Техас                                | Перемога                                    |                                             |
| 1985                                        | Премія Давид ді Донателло                   | Найкращий іноземний фільм                         | Париж, Техас                                | Номінація                                   |                                             |
| 1985                                        | Премія Давид ді Донателло                   | Найкраща акторка                                  | Настасія Кінські                            | Номінація                                   |                                             |
| 1985                                        | Премія Давид ді Донателло                   | Приз Рене Клера                                   | Вім Вендерс                                 | Перемога                                    |                                             |
| 1985                                        | Синдикат французьких кінокритиків           | Найкращий іноземний фільм                         | Париж, Техас                                | Перемога                                    |                                             |
| 1985                                        | Німецька кінопремія                         | Срібна нагорода за найкращий художній фільм       | Париж, Техас                                | Перемога                                    |                                             |
| 1985                                        | Німецька кінопремія                         | Золота нагорода найкращій акторці в головній ролі | Настасія Кінські                            | Номінація                                   |                                             |
| 1985                                        | Лондонське коло кінокритиків                | Фільм року                                        | Париж, Техас                                | Перемога                                    |                                             |
| 1985                                        | Премія «Сан Жорді»                          | Найкращий іноземний фільм                         | Париж, Техас                                | Перемога                                    |                                             |